# Macabre Pair of Shorts
Macabre Pair of Shorts – amerykański film fabularny (horror komediowy) w reżyserii Scotta Mabbutta. Powstały w 1996 roku, został wydany dopiero siedem lat później.
Na fabułę filmu składa się pięć rozdziałów: MPS, The Eggs, Vamps, Seymour Hackell i Overtime. Duża część z aktorów występuje w więcej niż jednym z segmentów. Poszczególne z rozdziałów traktują m.in. o wampiryzmie, oraz lesbianizmie.

## Obsada
- Rick Benattar – Jack Diamond
- David Boreanaz – ofiara wampira
- Patrick Bradley – mim/Vincent/asystent
- Kimber Breauxl – matka
- Chelsea Dodson – córka
- Erik Emmons – Walt Farberman
- Robert Harvey – dr. Serling
- Sean Manton – Tim/bezgłowy kierowca
- Alan Sanborn – Skyles Horton/Dracula